# Der Karneval in Rom

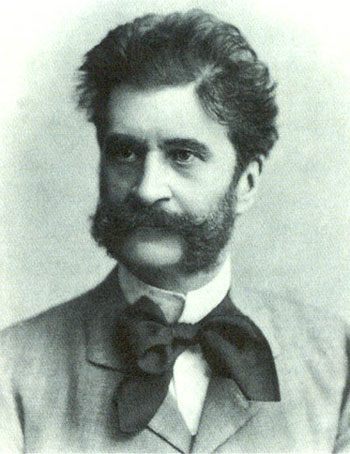
Johann Strauss II

Der Karneval in Rom (El Carnaval a Roma) —també conegut com Karneval in Rom — és una opereta en tres actes composta per Johann Strauss II sobre un llibret de Josef Braun, Richard Genée i Maximilian Steiner. Va ser la segona opereta de Strauss i basada en la comèdia Piccolino de Victorien Sardou de 1861. L'obra es va estrenar l'1 de març de 1873 al Theater an der Wien.

## Papers
| Paper                                           | Tipus de veu | Estrena repartiment, 1 de març de 1873 (Director: Johann Strauss II) |
| ----------------------------------------------- | ------------ | -------------------------------------------------------------------- |
| Marie, una noia del país                        | soprano      | Marie Geistinger                                                     |
| Arthur Bryk, pintor                             | tenor        | Albin Swoboda, Sr.                                                   |
| Comte Falconi                                   | baríton      | Carl Adolf Friese                                                    |
| Comtessa Falconi                                | soprano      | Caroline Charles-Hirsch                                              |
| Robert Hesse, pintor i amic d'Arthur            | baríton      | Alfred Schreiber (Theaterschauspieler, 1838)                         |
| Benvenuto Rafaeli, pintor i amic d'Arthur       | tenor        | Jani Szika                                                           |
| Donna Sofronia, directora d'una escola de dones | contralto    |                                                                      |
| Teresa, una jove núvia                          | soprano      | Senyora Charles-Rothier                                              |
| Franz, un jove nuvi                             | tenor        |                                                                      |
| Toni                                            | tenor        |                                                                      |
| Setembre                                        | tenor        |                                                                      |
| Martín                                          | tenor        |                                                                      |